# アクアポリスQ
『アクアポリスＱ』（あくあぽりすきゅー）は、津原泰水の小説。イラストは寺田亨。

2004年、シェアードワールド企画〈憑依都市〉プロジェクトの一作として徳間書店『SF Japan』に「episode 1」、中核メンバー合作としての「The Scripture 聖典」（各者の寄稿を繋いだもの）が掲載、その後2005年より『週刊アスキー』にて連載。再構成、加筆のうえ2006年に朝日新聞社より四六判単行本が刊行された。

〈憑依都市〉プロジェクトは山田正紀、牧野修、津原泰水、森奈津子、瀬名秀明、吉川良太郎を中核メンバーとするシェアードワールド企画として『SF Japan』2004年冬季号で発表されたが、その翌号である2005年Springに小説および漫画作品数編が掲載されたのを最後に企画としては頓挫しており、本作が唯一、書籍として刊行されるに至った作品である。

タイトルが類似する同著者の短篇「アクアポリス」（『綺譚集』収録）との関連はない。

## 概要
三人称で描かれたSF小説である。

少年を主人公とし、著者のSF作品のなかでは明朗な雰囲気を擁する活劇となっている。単行本の帯では「ビルドゥングスロマン」であると示されている。

舞台設定の大部分が、当初の企画関係者による持ち寄りである。纏めるには多大な労力を要したと著者は語っている。

## あらすじ
Ｑ市の人工島〈アクアポリス〉に暮らす小学生のタイチは、ひとり忍び込んだ夜の校庭で、謎の少年サイトと出会う。

サイトの姿は、不可解な超常現象と共に掻き消えた。そのときタイチは牛のかたちをした霊獣を見る。

高校生となったタイチの前に、道摩法師の末裔を名乗る女性Ｊが現れる。Ｑ市は壊滅に瀕しており、Ｑ市を守るには「牛鬼」と「濡女」を目撃したタイチの協力が必要だという。

## 主な登場人物
立花太一(たちばなたいち)
主人公。「プロローグ」では小学生、本編ではＳＳＳ（スーパーサイエンススクール）高等部の生徒。Ｑ市の人工島〈アクアポリス〉の出身。
サイト
主人公の通う小学校に現われ、姿を消した謎の少年。
Ｊ
道摩法師の末裔を名乗る、年齢不詳、アクロバティックな女性。Ｑ市の護符として〈アクアポリス〉を設計。
加土カンナ(かどかんな)
主人公の小学校時代の同級生。中学時代の不登校を経て、卒業後は無職。

## 書籍情報
- 『アクアポリスＱ』朝日新聞社／単行本／2006年